# Такоради (аэропорт)
Аэропорт «Такоради» (ИАТА: TKD, ИКАО: DGTK) (англ. Takoradi Airport) — аэропорт в Гане. Обслуживает город Секонди-Такоради, административный центр Западной области.
Во время Второй мировой войны, аэропорт «Такоради» был главной стоянкой Команды Воздушного Транспорта (англ. Air Transport Command) ВВС Армии США транс-африканского направления, а также — промежуточной стоянкой между аэропортом «Робертс» близ города Монровия в Либерии и аэродромом «Апапа» в Нигерии.

## Перевозчики и пункты назначения
- Air Shuttle Ghana (Аккра)